# 聞こえ
聞こえ（きこえ、英: sonority）または聞こえ度(きこえど）とは、ある音声が同じ強さ・高さ・長さであることを条件にして、他の音声と比較しどれだけ遠くに届くのかを示す指標。遠くに届くものは聞こえが大きく、遠く届かないものは聞こえが小さい。また、聞こえは言語の音節構造を分析するための指標として使われることがある。例えば、聞こえ度配列法則(英: Sonority Sequencing Principle)は、音節内の音声の順番をそれぞれの音声の聞こえ度の高さによって決定する法則である。

## 聞こえ度の尺度
ある一つの言語に所属するそれぞれの言語音を聞こえを元に順位付けし並べたものを、聞こえ度の尺度(きこえどのしゃくど、英: sonority hierarchy）という。例えば、母音である[a](非円唇前舌広母音)は子音である[t](無声歯茎破裂音)よりも音量が大きく聞こえる。この時、母音[a]は子音[t]よりも聞こえ度が高いと言える。
音声の種類を聞こえ度の小さいものを上から順に並べると、以下のようになる。
1. 無声子音
2. 有声破裂音
3. 有声摩擦音
4. 側面接近音・鼻音
5. ふるえ音・はじき音
6. 狭母音
7. 広母音